# Павлов, Даниил Евгеньевич
Даниил Евге́ньевич Па́влов (род. 5 июня 2002, Тула) — российский футболист, полузащитник курского «Авангарда».

## Биография
Воспитанник тульского «Арсенала», в молодёжном первенстве 2018/19 сыграл 7 матчей, забил один гол.
В конце октября 2019 года перешёл в «Сочи». 26 июля 2021 года дебютировал в чемпионате России, в гостевом матче против «Нижнего Новгорода» (0:1) вышел на 85-й минуте.
8 февраля 2022 года перешёл в аренду в брестское «Динамо» из Белоруссии до конца 2022 года. Павлов стал третьим игроком «Сочи», пополнившим состав «Динамо» в ходе этого межсезонья. За новый клуб дебютировал в предсезонных играх в Winter Cup 2022, где занял с командой 4 место. Дебютировал за клуб 1 мая 2022 года в матче против дзержинского «Арсенала».
Выступал на правах аренды за «Тюмень» и за тульский «Арсенал-2». 16 февраля 2024 года подписал полноценный контракт с курским «Авангардом».